# Мудрик Сергій Микитович
Сергій Микитович Мудрик (нар. 25 вересня 1918, Голубече, Подільська губернія, УНР — пом. 24 квітня 2003, Раменське, Московська область, Росія) — радянський господарський, державний і політичний діяч, Герой Соціалістичної Праці.

## Біографія
Народився 1918 року в селі Голубечі Чоботарської волості.
Член КПРС. Учасник німецько-радянської війни.
З 1944 року — на господарській, громадській та політичній роботі.
У 1944—1998 роках — голова колгоспу «Ленінський шлях» Новопокровського району Краснодарського краю, директор курсів з підготовки кадрів при Раменському комбінаті хлібопродуктів, голова Ради ветеранів війни та праці Раменського району Московської області.
Указом Президії Верховної Ради СРСР від 23 червня 1966 року Мудрику Сергію Микитовичу було надано звання Героя Соціалістичної Праці з врученням ордена Леніна та золотої медалі «Серп і Молот».
Обирався депутатом Верховної Ради РРФСР 7-го скликання.
Помер у 2003 році у Раменському.